# Ленгефельд
Ленгефельд (нем. Lengefeld) — бывший город в немецкой федеральной земле Саксония, с 1 января 2014 года объединившийся с Покау в город Покау-Ленгефельд.
Подчинён административному округу Кемниц и входит в состав района Рудные Горы. На 31 января 2013 года население Ленгефельда составляло 4224 человека. Занимает площадь 47,52 км². Официальный код — 14 1 81 240.

## Фотографии

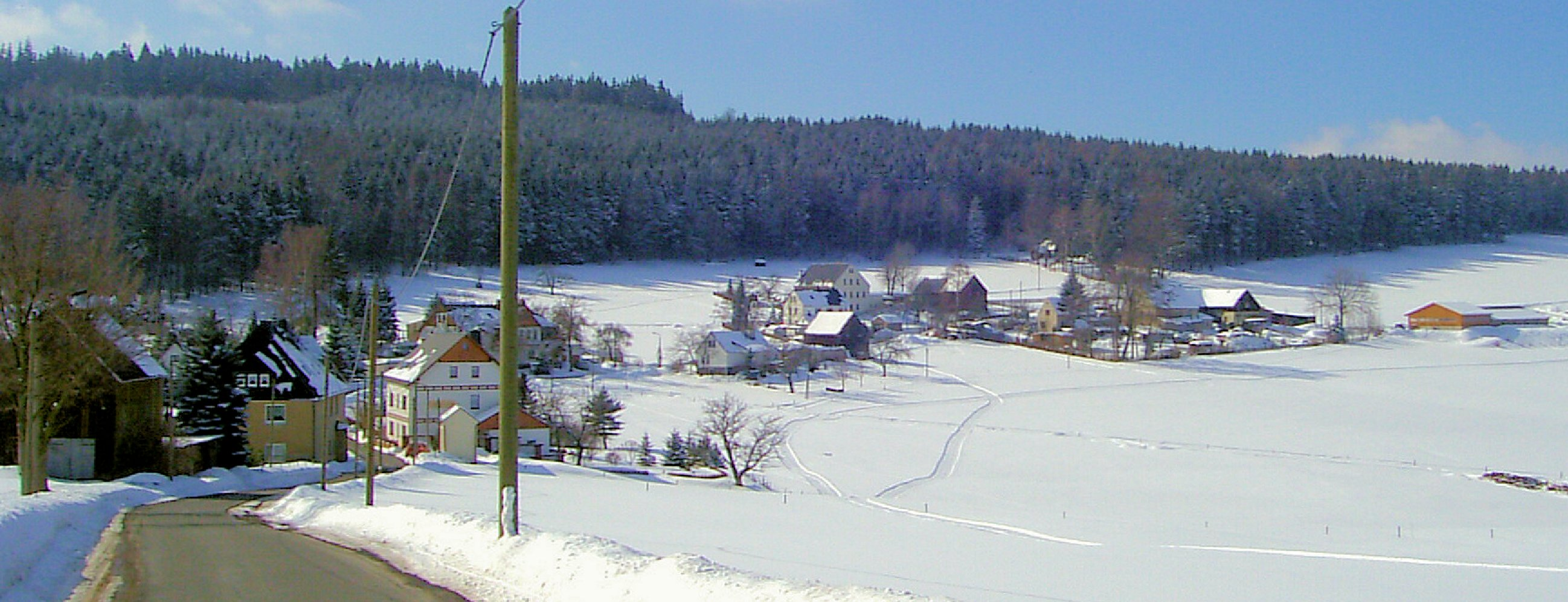
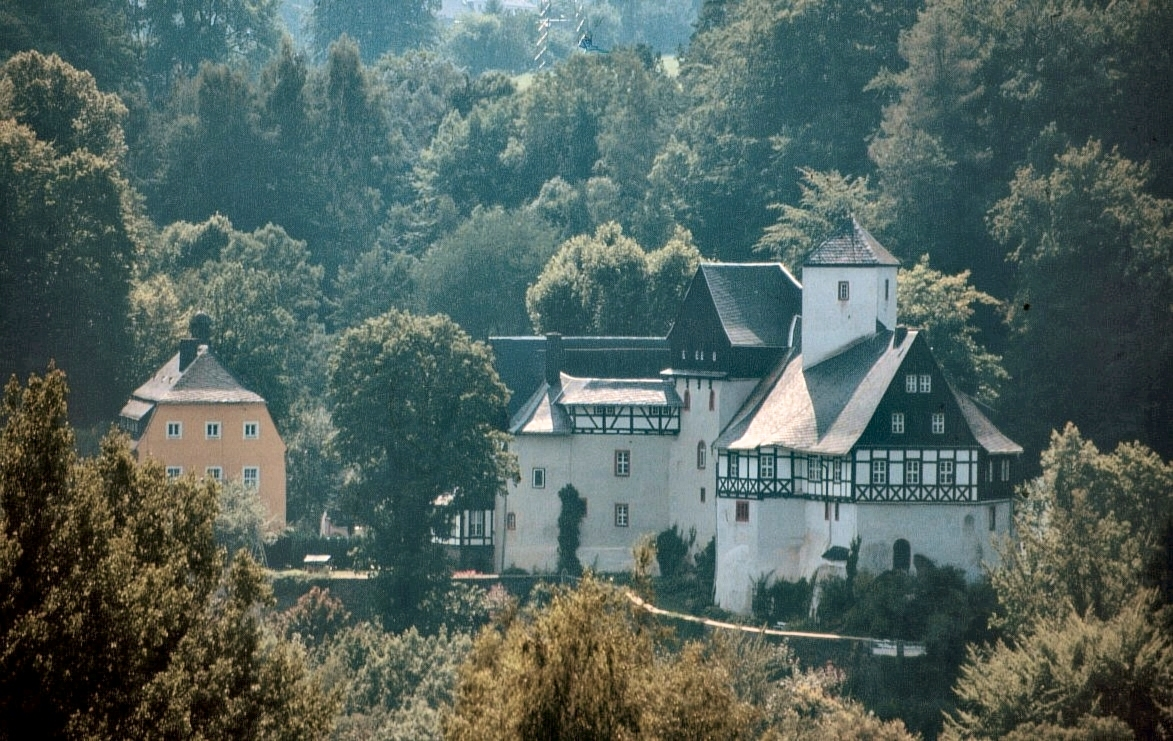
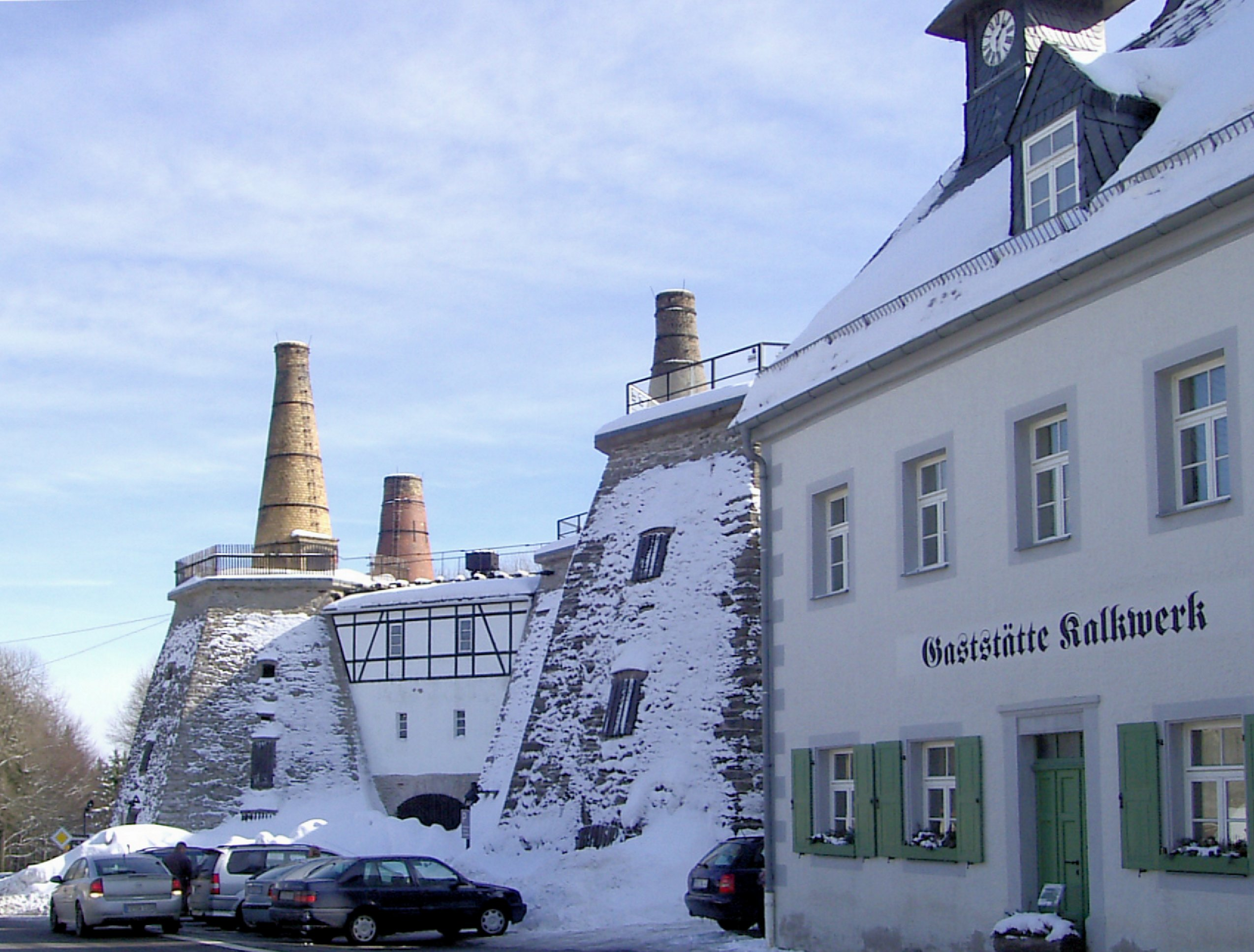
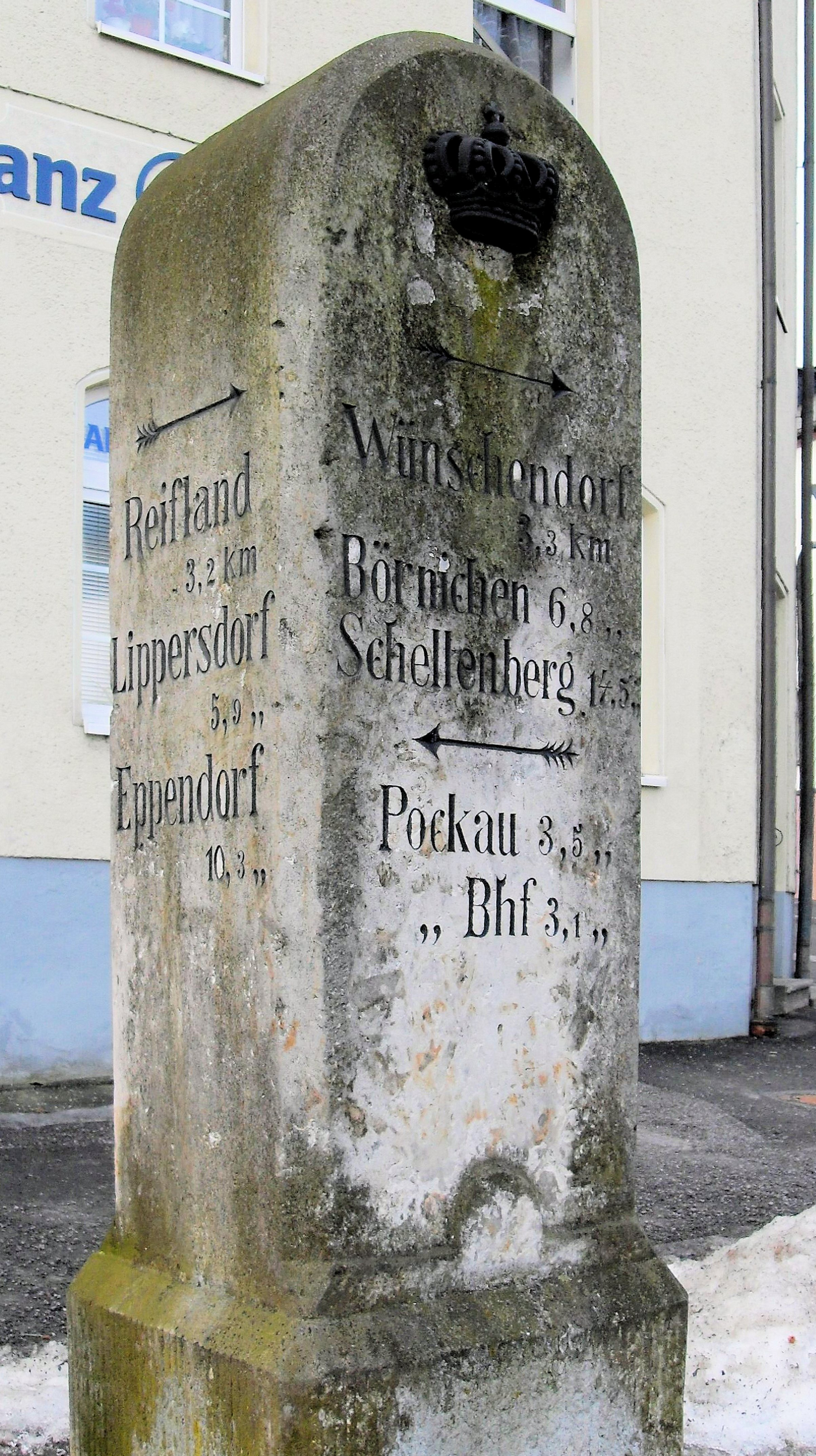
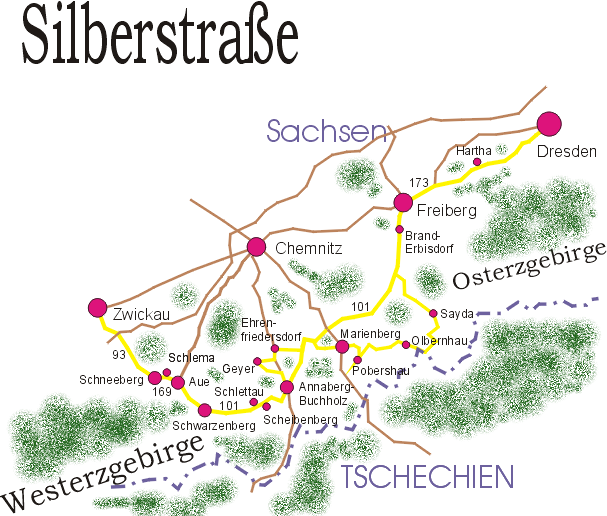